# Lorraine Fouchet

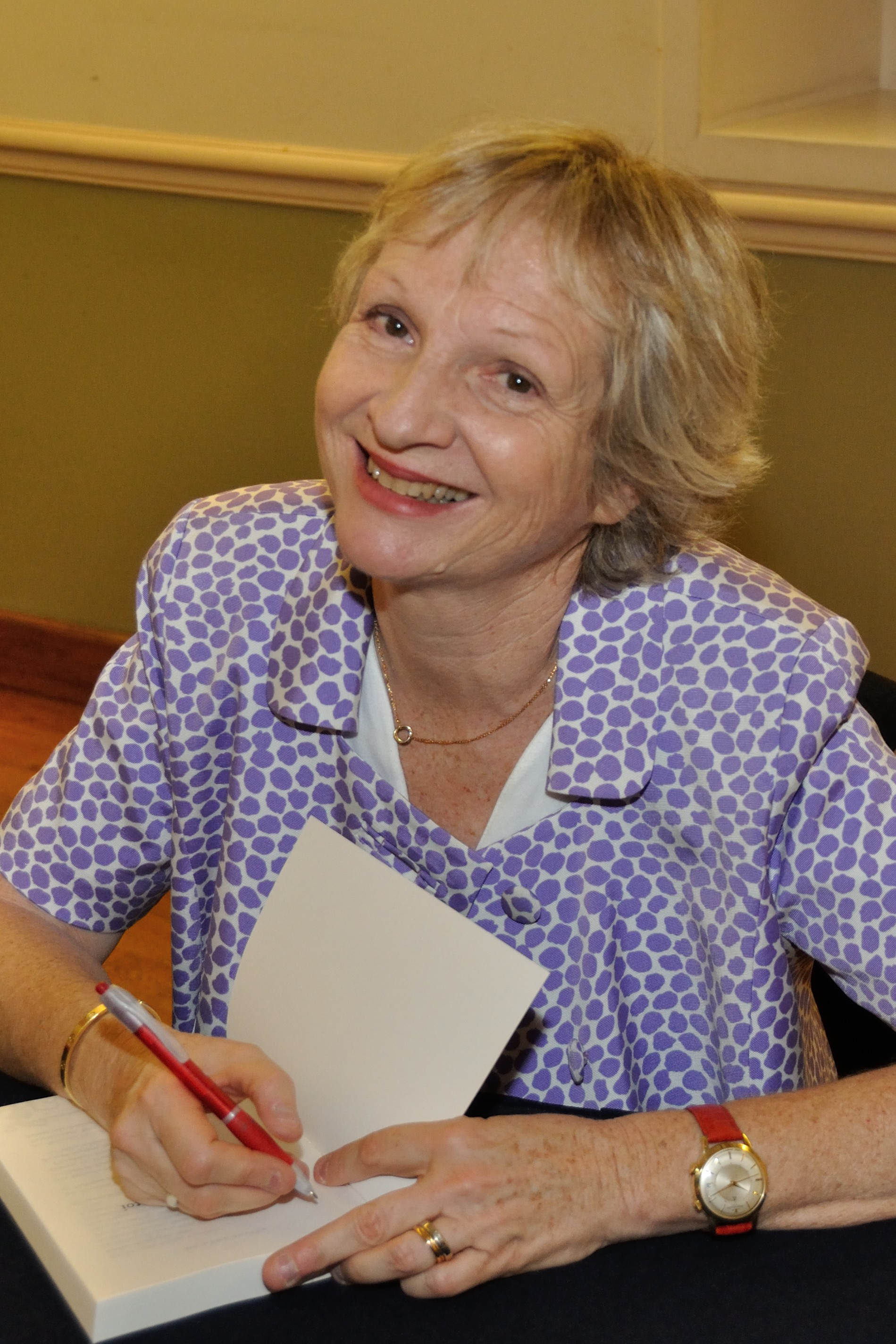
Lorraine Fouchet, 2014

Lorraine Fouchet (* 22. Oktober 1956 in Neuilly-sur-Seine) ist eine französische Schriftstellerin. In Deutschland wurde sie u. a. durch Hundert Möglichkeiten, sein Leben zu ändern bekannt.

## Leben
Lorraine Fouchet wurde am 22. Oktober 1956 in Neuilly-sur-Seine als Tochter Christian Fouchets geboren. Sie wuchs zweisprachig auf (französisch und englisch) und lernte dazu noch russisch, lateinisch und italienisch. Sie besuchte das Institut de La Tour in Paris und die Sainte Marie de Neuilly. Außerdem ging Fouchet in Kopenhagen und London zur Schule. Im Juni 1974 machte sie ihr Abitur. Einen Monat später starb ihr Vater, auf dessen Wunsch hin sie von 1974 bis 1982 an der CHU Necker Enfants Malades in Paris Medizin studierte. Danach arbeitete sie als Notfall-Ärztin. 
1977 begann Fouchet Romane zu schreiben. Hundert Möglichkeiten sein Leben zu ändern wurde mit dem Pressepreis Maison de la Presse ausgezeichnet und wurde in Frankreich ein Bestseller.

## Preise
- Maison de la Presse

## Werke (Auswahl)
- L'agence. 2003
  - Übers. Alix Landgrebe, Christiane Landgrebe: Hundert Möglichkeiten, sein Leben zu ändern. BLT (Bastei Lübbe), Bergisch Gladbach 2005
- Le bateau du matin. 2004
  - Übers. Monika Buchgeister: An einem Abend in Paris. 2006
- Nous n'avons pas changé. 2005
  - Übers. Monika Buchgeister: Die Geheimnisse von Paris 2007
- Entre ciel et Lou.
  - Übers. Sina de Malafosse Ein geschenkter Anfang. Atlantik, Hamburg 2017